# Dorfkirche Schwanebeck (Bad Belzig)

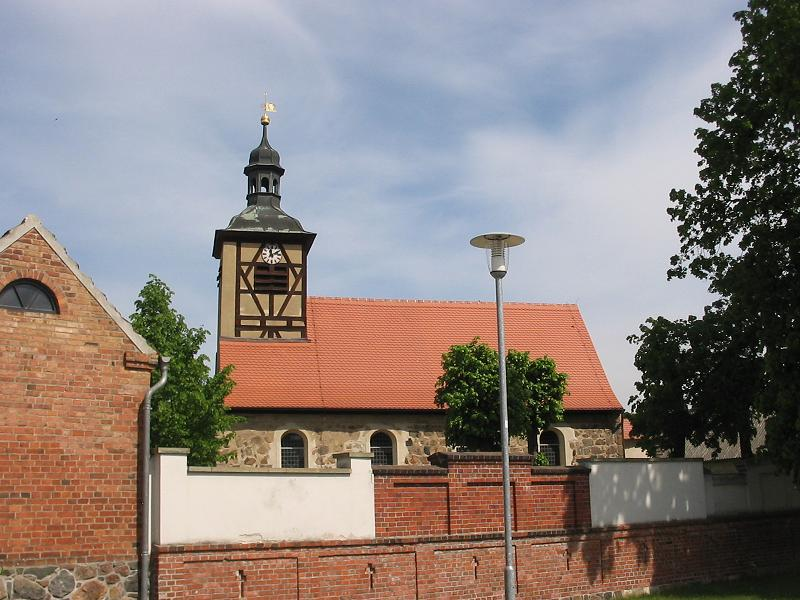
Dorfkirche Schwanebeck (Bad Belzig)

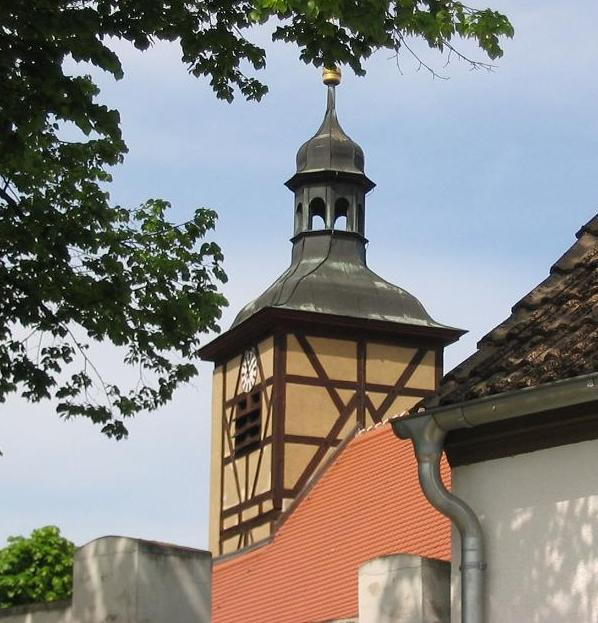
Dachturm

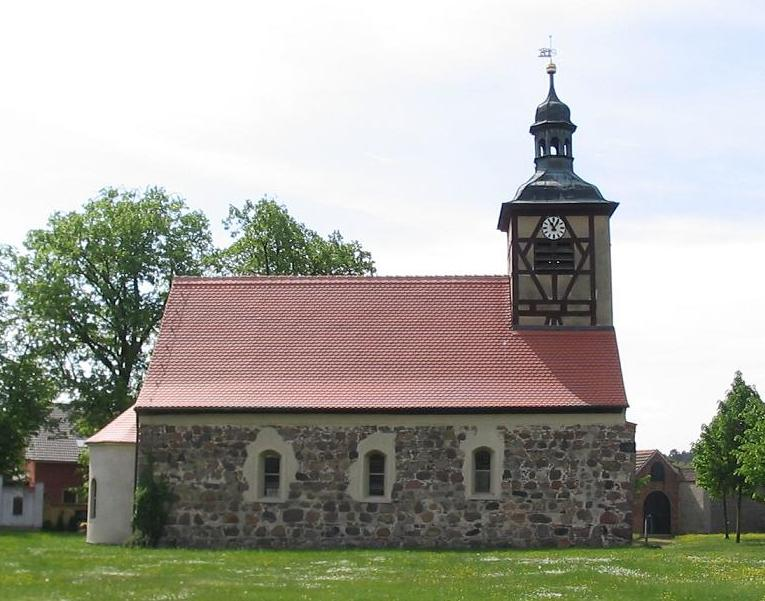
Ansicht von Norden

Die evangelische Dorfkirche Schwanebeck ist eine mittelalterliche Feldsteinkirche im Ortsteil Schwanebeck von Bad Belzig im Landkreis Potsdam-Mittelmark in Brandenburg. Sie gehört zur Kirchengemeinde Lütte-Ragösen im Kirchenkreis Mittelmark-Brandenburg der Evangelischen Kirche Berlin-Brandenburg-Schlesische Oberlausitz.

## Geschichte und Architektur
Die rechteckige Feldsteinkirche steht, umgeben von dem großzügig gestalteten Dorffriedhof, auf dem ehemaligen Anger. Nach Einschätzungen der Experten für mittelalterliche Kirchen in der Mark Brandenburg, Theo Engeser und Konstanze Stehr, geht der Ursprungsbau auf das 14. Jahrhundert zurück. Exakte Bestimmungen über das Baujahr und zur Baugeschichte liegen allerdings noch nicht vor und es bleibt auch unklar, wie viel der Bausubstanz der Grundkirche erhalten ist. Ursprüngliche Fenster, die eine genaue Datierung erleichtern würden, sind nicht erhalten. Das mittelalterliche Bauwerk verfügt mit dem Westportal nur über einen Zugang und bekam statt eines Turms einen Dachreiter aus Fachwerk und Ziegeln. Renovierungen fanden in den Jahren 1727/1731 sowie 1871 statt. Die Apsis, die 1871 hinzu kam, ist aus Ziegeln gemauert.
Laut Engeser/Stehr wurde die Kirche vermutlich noch vor 1530 durch Kriegshandlungen vernichtet, da kirchliche Visitatoren 1530 keine (intakte) Kirche verzeichneten. Wahrscheinlich kam der wiederhergestellte Bau auch im Dreißigjährigen Krieg nicht ungeschoren davon – die Kirche im benachbarten Baitz jedenfalls wurde 1636 durch schwedische Truppen völlig zerstört. Der gesamte Landstrich war von den Kriegsgräueln hart getroffen. 1640, acht Jahre vor Kriegsende, lebte in Schwanebeck nur noch ein Kossät. Im Jahr 1661 waren es dann wieder 6 Hüfner und 5 Kossäten.

## Ausstattung
Hauptstück der Kirchenausstattung ist ein hölzerner Altaraufsatz aus der Zeit um 1700. Er zeigt in der Mitteltafel das Abendmahl flankiert von gedrehten Säulen; dieselbe Werkstatt war auch in Alt Bork, Jeserig (Gem. Niederwerbig), Niederwerbig und Preußnitz tätig. Vermutlich gleichzeitig wurde die hölzerne Kanzel mit Ecksäulchen am polygonalen Korb hergestellt, die in den Füllungen
die Bilder Christi und der Evangelisten zeigt (eines davon ist verdeckt). Das Ornament des polygonalen Schalldeckels ist der Bekrönung des Altars verwandt. Ein hölzerner Kruzifixus stammt aus dem 15. Jahrhundert, das Kreuz ist erneuert. Die Innenausstattung der Kirche birgt weitere Kostbarkeiten, wie „Schnitzfiguren weiblicher Heiliger, teils mit bauschenden Gewandfalten des Weichen Stils um 1430, teils mit knittrigen der letzten Phase der Gotik“ einhundert Jahre später. Eine mittelalterliche Glocke ist ebenfalls erhalten. An der Kirchenaußenwand befindet sich ein barockes Sandsteingrabmal für den Pfarrer Christian Thronicke (* 1671, † 1722) mit einer Inschrift zum Leben des „weyland wohlerwürdigen und wohlgelahrten Herrn M. Christian Thronicke, treuverdiente gewesene Pfarrer und Seelsorger allhier in Schwanebeck und Baitz“.